# Selous Scouts
Das Selous-Scouts-Regiment bestand von 1973 bis 1980 und war eine Spezialeinheit der Streitkräfte Rhodesiens. Sie war neben dem Rhodesian Special Air Service Teil der Rhodesian Special Forces. Die Selous Scouts wurden nach dem Briten Frederick Courteney Selous benannt, der in den Kämpfen mit den deutschen Schutztruppen in Deutsch-Ostafrika fiel. Die Selous Scouts wurden für die Spurensuche, Aufklärung und Aufstandsbekämpfung während des Rhodesienkonflikts eingesetzt.

## Geschichte
Die Special Branch der British South Africa Police (BSAP) begann nach der Unabhängigkeitserklärung Rhodesiens 1965 ab 1966 mit Aufklärungsoperationen zum Sammeln von Informationen über die Aufständischen der Zimbabwe African National Union (ZANU) und Zimbabwe African People’s Union (ZAPU), die zuvor zum Kampf gegen die „weißen“ Machtstrukturen aufgerufen hatten. Im selben Jahr beteiligte sich das rhodesische Militär an den Operationen, die jedoch zu diesem Zeitpunkt noch nicht erfolgreich waren. Im Januar 1973 begann die Special Branch der BSAP und im Februar desselben Jahres das rhodesische Militär mit der Bildung von Aufklärer und False-Flag-Teams. Der erfolgreiche Einsatz dieser Teams führte zu einer Ausweitung der Operationen. Die Teams wurden in der Folge zur Tracker Combat Unit zusammengefasst, 1973 dem rhodesischen Offizier Ronald Francis Reid-Daly unterstellt und erhielt den Namen Selous Scouts. Die Finanzierung der Einheit erfolgte überwiegend durch die British South Africa Police und war Teil der Unterstützung der südafrikanischen Regierung für die Aufstandsbekämpfungsbemühungen in Rhodesien.
Das erste Team der Selous Scouts schloss seine Ausbildung im Januar 1974 einsatzbereit ab, darauf folgten im Februar und März zwei weitere Teams, so dass die Mannschaftsstärke auf 120 stieg.
Die Selous Scouts bedienten sich anfangs einer Taktik, bei der sie sich als Aufständische der ZANU und ZAPU ausgaben und in deren Gebiete eindrangen, um Informationen zu sammeln und wenn möglich Aufständische auf ihre Seite zu ziehen. Zu diesem frühen Zeitpunkt wurden noch keine offensiven Angriffe gegen die Aufständischen durchgeführt.
Nach den ersten Erfolgen der drei Teams wurden die Selous Scouts im Dezember 1974 um drei weitere Teams aufgestockt, die aus etwa 50 ehemaligen Aufständischen bestanden. Darüber hinaus wurde der Tracking Wing und die Tracker Combat Unit der Rhodesischen Armee (Fährtenverfolger und Fährtenleser) Teil der Selous Scouts. Mitte 1976 wurden sie um ein Team von zwölf Soldaten ergänzt, die für die Fernspähaufklärung in Mosambik und Sambia eingesetzt wurden.
Die Mannschaftsstärke erreichte zu Spitzenzeiten etwa 1800 Mitglieder, wovon der überwiegende Teil aus Schwarzen Freiwilligen oder Überläufern der Aufständischen bestand. Ein anderer großer Teil bestand aus ehemaligen Mitgliedern des Rhodesian Special Air Service und schwarzen Soldaten der Rhodesian African Rifles. Die Offiziere waren fast ausnahmslos Weiße.
Nach der Unabhängigkeit Simbabwes beschloss Robert Mugabe im März 1980, die Auflösung der Selous Scouts, die im April desselben Jahres umgesetzt wurde. Der überwiegende Teil der weißen Mitglieder der Selous Scouts schloss sich südafrikanischen Sicherheitskräften wie beispielsweise dem Civil Cooperation Bureau oder dem 3 Reconnaissance Regiment der South African Defence Force an, wodurch sie unter anderem im Grenzkrieg zwischen Südwestafrika und Angola gegen die SWAPO eingesetzt wurden. Den etwa 900 schwarzen Mitgliedern wurde der Eintritt in die Sicherheitskräfte Simbabwes angeboten, wovon der überwiegende Teil in die Rhodesian Africa Rifles übernommen wurde.
Angehörige der Selous Scouts sollen nach der Unabhängigkeit Simbabwes und nach ihrer Auflösung im Jahre 1980 noch mehrere Bombenanschläge auf Kircheneinrichtungen und Geistliche verübt haben. Pressekommentare in den Selous Scouts nahestehenden Medien bezeichneten die Opfer als communist atheists. Die Handlungsmuster folgten der Vorgehensweise der vormaligen Gruppen der Organisation de l’armée secrète gegen nationale Befreiungsbewegungen in Nordafrika, um eine Desintegration der Zivilgesellschaft durchzuführen, ausgelöst durch Subversion und Terrorismus.
Am 1. Dezember 1981 wurde in Johannesburg die Selous Scouts Association gegründet, mit dem Ziel ein Netzwerk für ehemalige Mitglieder der Selous Scouts zu schaffen und sich gegenseitig zu unterstützen. Allen Witwen oder nächsten Angehörigen gefallener Selous Scouts wurde 1992 die Ehrenmitgliedschaft verliehen.

## Auftrag
Auftrag der Selous Scouts war es durch Fernspähaufklärung und Spurensuche während der Counterinsurgency (COIN) Aufklärungsergebnisse über die Guerillaverbände der ZANU und ZAPU zu sammeln und Operationen im indirekten Jagdkampf im Gefechtsraum und Kommandoeinsatz gegen aufgeklärte Hochwertziele wie Terroristenlager durchzuführen.
Der Verband kämpfte in sogenannten Zweigen (Trupps) von vier bis fünf Soldaten. Zur Tarnung verkleideten sich die Soldaten auch als ZANU- und ZAPU-Angehörige. Weiße Angehörige gaben sich oft als Militärberater der Nationalen Volksarmee der DDR aus.
Operationen der Selous Scouts unterlagen der Geheimhaltung. Sie lebten und operierten oft über Monate fernab von Versorgung und direkter Führung. Bekanntheit erlangte ein Einsatz, bei dem sich die weißen Angehörigen mittels Tarnschminke (Spitzname „Black is beautiful“) tarnten und unter der Führung der schwarzen Selous Scouts in ein gegnerisches Camp einsickerten, um unvermittelt den Kampf aufzunehmen. Diese Kampfweise verunsicherte die Kämpfer der ZANU und ZAPU maßgeblich und führte dazu, dass das Vertrauen unter den Aufständischen schwand und die Kampfmoral dramatisch sank.
Als wesentlichen Teil von Operationen in der Aufstandsbekämpfung (Counterinsurgency) „drehten“ die Selous Scouts gefangene Gegner um und gewannen diese für sich.

## Rekrutierung und Ausbildung
Die Selous Scouts rekrutierten sich aus allen Ethnien des Landes. Die Offiziere waren Weiße, einige kamen aus Großbritannien und den USA.
Das Auswahlverfahren ähnelte dem des Rhodesian Special Air Service. Ein besonderer Schwerpunkt der Ausbildung lag ohne Versorgung in der Überlebensausbildung in der Savanne. Ein Großteil der Ausbildung glich dem rhodesischen SAS, mit dem Schwerpunkt verdeckter Operationen gegen Widerstandsgruppen.
Überlebensausbildung, Waffenausbildung und Kampfmittelausbildung (insbesondere an Beutewaffen und -kampfmitteln), Spurensuche (Tracking), Counter Guerilla Tactics, Fallschirmsprung teilweise auch im HALO.

## Ausrüstung

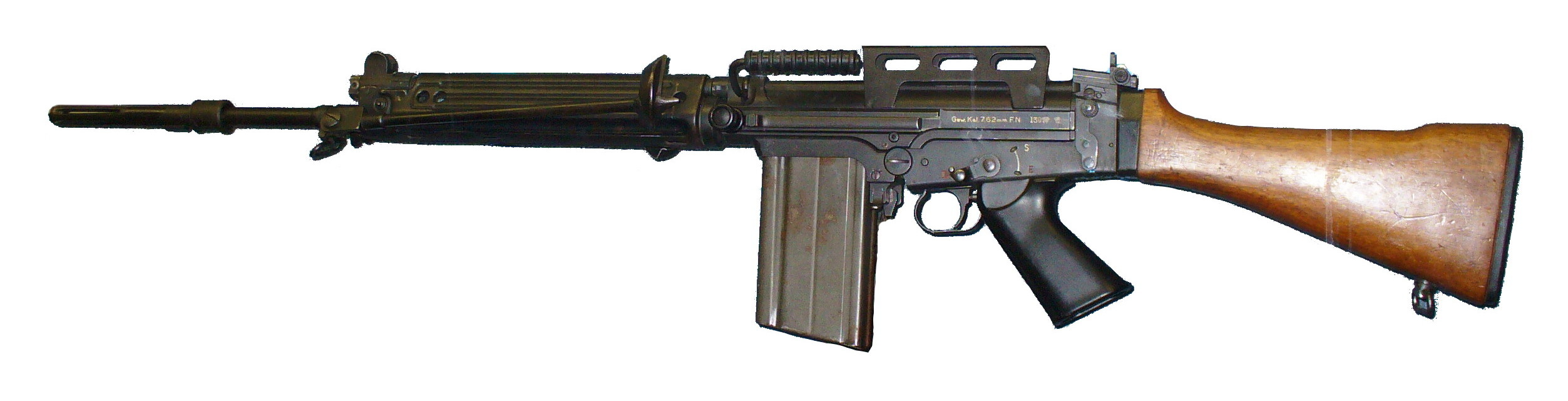
FAL-Gewehr 7,62 mm

Standardwaffe der Selous Scouts war das FAL-Gewehr 7,62 mm. Aufgrund ihrer Operationsweise nutzten sie auch Beutewaffen sowjetischer Bauart.
Die Einheit trug die Standarduniform der rhodesischen Armee. Als „besonderes Kennzeichen“ trugen die Angehörigen oft nur Fragmente der Standarduniform (kurze Hosen, abgeschnittene Ärmel u. ä.).